# Dorfkirche Wilkendorf

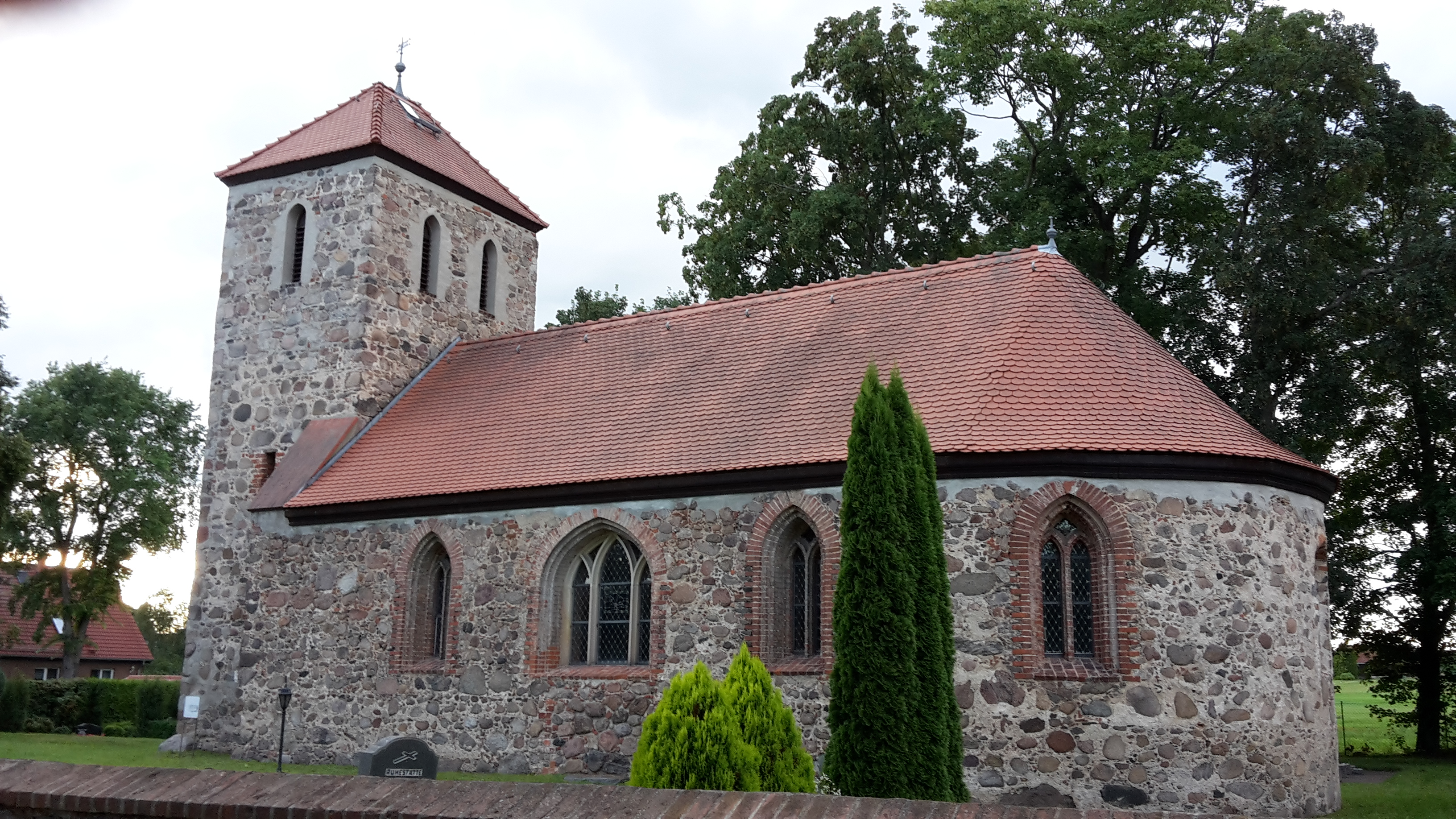
Dorfkirche Wilkendorf

Die evangelische, denkmalgeschützte Dorfkirche Wilkendorf steht in Wilkendorf, einem Gemeindeteil im Ortsteil Gielsdorf der Stadt Altlandsberg im Landkreis Märkisch-Oderland in Brandenburg. Die Kirche gehört zur Kirchengemeinde Altlandsberg und Gielsdorf im Kirchenkreis Oderland-Spree der Evangelischen Kirche Berlin-Brandenburg-schlesische Oberlausitz.

## Beschreibung
Die spätgotische Feldsteinkirche besteht aus einem Langhaus, deren Gewände der Fenster aus Backsteinen bestehen, einem im Osten halbkreisförmig abgeschlossenen Chor und einem querrechteckigen, mit einem Walmdach bedeckten Kirchturm im Westen. Im Glockenstuhl hinter den Klangarkaden des obersten Turmgeschosses hängen zwei spätgotische Kirchenglocken.
Der Innenraum ist mit einer Holzbalkendecke überspannt. Eine Patronatsloge wurde für die Familie der Pfuel gebaut. Das mittelalterliche Taufbecken aus Granit stammt noch aus dem Vorgängerbau. Die Orgel auf der Empore im Westen wurde 1904 von den Gebrüdern Dinse gebaut.